# حزب بهاراتيا جاناتا
حزب باراتيا جاناتا هو الحزب الحاكم الحالي لجمهورية الهند. وهو أحد الحزبين السياسيين الرئيسيين في الهند إلى جانب المؤتمر الوطني الهندي. بحلول عام 2019، كان الحزب أكبر الأحزاب السياسية في البلاد من ناحية التمثيل في البرلمان الوطني ومجالس الدولة والحزب السياسي الأكبر في العالم من ناحية العضوية الأساسية. حزب باراتيا جاناتا هو حزب يميني، وعكست سياساته تاريخيًا موقفًا قوميًا هندوسيًا. يمتلك الحزب صلاتٍ أيديولوجية وتنظيمية مع راشتريا سوايامسيفاك سانغ الذي يفوقه قِدمًا بكثير.
تعود جذور حزب باراتيا جاناتا إلى حزب باراتيا جانا سانغ، الذي تشكل في عام 1951 من قبل سياما براساد موخيرجي. بعد فرض حالة الطوارئ في عام 1977، اندمج حزب جانا سانغ مع عدة أحزاب أخرى ليشكلوا حزب جاناتا، الذي هزم حزب المؤتمر الذي تعيّن عليه هزمه في الانتخابات العامة لعام 1977. بعد ثلاث سنوات في السلطة، انحل حزب جاناتا في عام 1980 واجتمع الأعضاء السابقون لجانا سانغ لتشكيل حزب باراتيا جاناتا. على الرغم من عدم تحقيقه لنجاح في البداية، إذ فاز بمقعدين فقط في الانتخابات العامة لعام 1984، ازدادت قوته على خلفية حركة رام جانمابومي. بعد الانتصارات في العديد من انتخابات الولايات والأداء الأفضل في الانتخابات الوطنية، أصبح حزب باراتيا جاناتا أكبر حزب في البرلمان في عام 1996، ومع ذلك كان يفتقر إلى غالبية في المجلس الأدنى للبرلمان، واستمرت حكومته 13 يومًا فقط.
بعد الانتخابات العامة لعام 1998، شكل الائتلاف الذي تزعّمه حزب باراتيا جاناتا والذي عُرف بالتحالف الوطني الديمقراطي تحت قيادة رئيس الوزراء أتال بيهاري فيجبايي حكومةً استمرت لعام واحد. في أعقاب انتخاباتٍ جديدة استمرت حكومة التحالف الوطني الديمقراطي، برئاسة فاجبايي مرةً أخرى، على رأس عملها لولاية كاملة، وكانت أول حكومة غير تابعة للمؤتمر الوطني الهندي تقوم بذلك. في الانتخابات العامة لعام 2004، تلقّى التحالف الوطني الديمقراطي هزيمةً غير متوقعة، وكان حزب باراتيا جاناتا حزب المعارضة الرئيسي في السنوات العشر التالية. قاد رئيس وزراء ولاية كجرات لمدة طويلة ناريندرا مودي ولايته إلى انتصار كاسح في الانتخابات العامة لعام 2014. منذ تلك الانتخابات، قاد مودي حكومة التحالف الوطني الديمقراطي كرئيس للوزراء واعتبارًا من فبراير 2019 حكم التحالف 18 ولاية.
الأيديولوجيا الرسمية الخاصة بحزب بهاراتيا جاناتا هي النزعة الإنسانية المتكاملة، التي كان ديندايال أباديايا أول من صاغها في عام 1965. أعرب الحزب عن التزامه بهيندوتفا، وعكست سياساته تاريخيًا مواقف قومية هندوسية. نادى حزب باراتيا جاناتا بالنزعة الاجتماعية المحافظة وبسياسة خارجية تمحورت حول مبادئ قومية. اشتملت قضاياه الرئيسية على إلغاء الوضع الخاص لإقليمي جامو وكشمير وبناء معبد رام في أيوديا وتطبيق قانون مدني موحَّد. ومع ذلك، لم تتابع حكومة التحالف الوطني الديمقراطي 1998-2004 أيًا من هذه القضايا المثيرة للجدل. وركّزت بدلًا من ذلك على سياسة اقتصادية ليبرالية إلى حد كبير منحت الأولوية للعولمة والنمو الاقتصادي على حساب الرعاية الاجتماعية.

## التاريخ

### الأسلاف

#### باراتيا جانا سانغ (1951-1977)
تعود جذور حزب باراتيا جاناتا إلى حزب باراتيا جانا سانغ، الذي كان يُعرف بجانا سانغ، والذي أُسّس من قبل سياما براساد موخيرجي في عام 1951 ردًا على سياسات حزب المؤتمر الوطني الهندي المسيطر. أُسّس الحزب بالتعاون مع منظمة المتطوعين القوميين الهندوس، راشتريا سوايامسيفاك سانغ، وكان يُنظر إليه على نطاق واسع على أنه الذراع السياسي لراشتريا سوايامسيفاك سانغ. اشتملت أهداف جانا سانغ على حماية هوية الهند الثقافية «الهندوسية»، إضافةً إلى مواجهة ما اعتبرته استرضاء المسلمين ودولة باكستان من قبل حزب المؤتمر الوطني الهندي وجواهرلال نهرو رئيس الوزراء آنذاك. أعار راشتريا سوايامسيفاك سانغ العديد من البراتشاركيين البارزين، أو العمال بدوام كامل، لجانا سانغ لمساعدة الحزب الجديد في انطلاقته. برز من بين هؤلاء ديندايال أباديايا، الذي عُيّن أمينًا عامًا. فاز جانا سانغ بثلاثة مقاعد فقط في لوك سابها في الانتخابات العامة الأولى لعام 1952. واحتفظ بوجود بسيط في البرلمان حتى عام 1967.
تركزت حملة جانا سانغ الرئيسية الأولى، التي بدأت مطلع العام 1953، على مطلب الاندماج الكامل لإقليمي جامة وكشمير في الهند. اعتُقل موخيرجي في مايو 1953 لعصيانه أوامر حكومة الولاية التي تمنعه من دخول كشمير. وتوفّي إثر نوبة قلبية في الشهر التالي وهو لا يزال في السجن. انتُخب ماولي تشاندرا شارما خلفًا لموخيرجي، ومع ذلك أُرغم على التخلي عن السلطة من قبل ناشطين داخل حزب راشتريا سوايامسيفاك سانغ، وذهبت القيادة إلى أباديايا. بقي أباديايا أمينًا عامًا حتى عام 1967، وعمل على بناء منظمة شعبية ملتزمة على صورة راشتريا سوايامسيفاك سانغ. قلل الحزب من انخراطه بالجماهير، وصب تركيزه بدلًا عن ذلك على بناء شبكته من الدعاة. تبنّى أباديايا فلسفة النزعة الإنسانية المتكاملة، التي شكلت المذهب الرسمي للحزب. بات القادة الأصغر سنًا، مثل أتال بيهاري فاجبايي ولال كريشنا أدفاني، منخرطين أيضًا مع القادة في تلك الآونة، إذ خلف فاجبايي أباديايا كرئيس في عام 1968. كانت الموضوعات الرئيسية على جدول أعمال الحزب خلال هذه الفترة تشريع قانون مدني موحد وحظر ذبح الأبقار وإلغاء الوضع الخاص الممنوح لإقليمي جامو وكشمير.
بعد انتخابات الجمعية في جميع أنحاء البلاد في عام 1967، دخل الحزب في ائتلاف مع العديد من الأحزاب الأخرى، بما في ذلك حزب سواتانترا والاشتراكيين. وشكل حكوماتٍ في ولاياتٍ عديدة في جميع أنحاء الحزام الهندي، بما في ذلك ماديا براديش وبهار وأتر براديش. كانت تلك المرة الأولى التي شغل فيها حزب جانا سانغ منصبًا سياسيًا، وإن كان ضمن ائتلاف، وتسبب هذا في وضع الأجندة الأكثر راديكالية الخاصة بجانا سانغ على الرف.

#### حزب جاناتا (1977-1980)
في عام 1975، فرضت رئيسة الوزراء إنديرا غاندي حالة الطوارئ. شارك حزب جانا سانغ في احتجاجات واسعة الانتشار، وسُجن الآلاف من أعضائه إلى جانب محرضين آخرين في جميع أنحاء البلاد. في عام 1977، رُفعت حالة الطوارئ وعُقدت انتخابات عامة. اندمج حزب جانا سانغ مع أحزاب من جميع أنحاء الطيف السياسي، بما في ذلك الحزب الاشتراكي والمؤتمر والباراتيا لوك دال لتشكيل حزب جاناتا، الذي كان جدول أعماله الرئيسي هزيمة إنديرا غاندي.
فاز حزب جاناتا بأغلبية في عام 1977 وشكّل حكومةً شغل فيها مورارجي ديساي منصب رئيس الوزراء. ساهم حزب جانا سانغ السابق في العدد الأكبر من التمثيل البرلماني لحزب جاناتا، مع 93 مقعدًا أو 31% من قوته. عُيّن فاجبايي، الذي كان في السابق قائد حزب جانا سانغ، وزيرًا للشؤون الخارجية.
تخلت القيادة الوطنية لحزب جانا سانغ السابق عن وعي عن هويتها، وحاولت الاندماج بالثقافة السياسية لحزب جاناتا، التي استندت إلى المبادئ التقليدية الهندوسية والغاندية. وفقًا لكريستوف جافريلوت، ثبت أن هذا الاندماج كان مستحيلًا. بقيت المستويات المحلية ومستويات الولاية لجانا سانغ دون تغيير نسبيًا، إذ احتفظت بصلاتٍ قوية مع راشتريا سوايامسيفاك سانغ، الأمر الذي لم يتماشَ مع مقومات يمين الوسط المعتدل الخاصة بالحزب. تزايد العنف بين الهندوس والمسلمين بصورة حادة خلال السنوات التي شكّل فيها حزب جاناتا الحكومة، مع تورط أعضاء جانا سانغا السابقين في أعمال الشغب في أليغار وجامشيدبور في عامي 1978-1979.